# Escalín haitiano
El escalín haitiano fue la unidad monetaria intermitente desde 1800 hasta 1802 y de 1804 hasta 1809, surgido inicialmente con la revolución haitiana en la parte occidental, que estableció un Estado autónomo dentro de la Primera República francesa y contramarcó monedas extranjeras en 1800 para uso local, también circuló en 1801 en la parte oriental (actual República Dominicana) luego de conquistarla, y al año siguiente se acuñaron las primeras monedas de escalín de plata.
Con la reocupación francesa de la isla en 1802, se restableció el escalín de Saint-Domingue a través de monedas reselladas que circularon en toda la isla de Santo Domingo hasta 1804, cuando se declaró la independencia y proclamación del Primer Imperio de Haití en donde se retomó el escalín haitiano pero aunque cayera y se dividiera en dos en 1806, circuló hasta 1807 en el norte (Estado de Haití) y hasta 1813 en el sur haitiano (República de Haití).

## Historia
La libra francesa fue puesta en vigencia tras la colonización de la parte occidental de la isla La Española —en un intento de remplazar los reales novohispanos circulantes entre los bucaneros desde 1629 hasta 1638, año en que su territorio fue recuperado por los españoles de la Capitanía General de Santo Domingo— inicialmente los franceses ocuparon la adyacente isla de la Tortuga desde 1640, cuando llegó su primer gobernador francés.
En 1654 la pequeña isla fue reocupada por los españoles, pero en 1655 los ingleses la anexionaron a su Colonia de Jamaica para traspasarla nuevamente a los franceses en 1665, año en que se anexionó nominalmente la parte occidental pero recién se extendió por el norte en 1670, con la fundación de Cabo Francés —cerca del antiguo fuerte español de La Natividad (1492-1493) que había sido trasladado al nuevo fuerte La Isabela (1494-1500)— y de esta forma la libra fue la moneda vigente hasta 1717, año en que empezó a circular la libra de las Colonias Francesas americanas.
Por edicto francés del 13 de julio de 1781 se comenzó a contramarcar con monograma formado por una pequeña ancla superpuesta con letra c coronadas (ceca de Cabo Francés) sobre monedas extranjeras que ya estaban circulando debido a la escasez de numerario de libras coloniales y de la metrópoli, y así surgió el escalín de Saint-Domingue que equivalía a un real español y poseía paridad cambiaria con la libra francesa que estaba subdividida en 20 sueldos (sous), y cada sueldo constaba de 12 dineros (deniers) y por tanto, la libra valía 240 dineros.
Pero con la revolución haitiana y luego de la Guerra de los Cuchillos, el victorioso exesclavo Toussaint Louverture ocupó la parte occidental en 1800 y formó en 1801 con toda la isla La Española hasta 1802 un Estado autónomo rebelde dentro de la Primera República francesa, por lo que contramarcaron monedas extranjeras para el escalín haitiano con ceca nuevamente en Cabo Francés y además acuñaron nuevas monedas en 1802.
Pero en este último año los franceses reocuparon la colonia rebelde y resellaron para resurgir el escalín de Saint-Domingue unas monedas del Antiguo Régimen francés con un monograma en el anverso: S:D. (Saint-Domingue) y circularon en la parte occidental hasta 1804, cuando se independizó como Primer Imperio de Haití, por lo que se contramarcó monedas nuevamente para el escalín haitiano desde 1804 hasta 1807, ya que en este año se cortó su aporte a la sureña República de Haití pero las existencias circularon hasta 1813. En el nórdico Estado de Haití se siguió resellando hasta 1809, al mismo tiempo que acuñó su propia nueva moneda, la libra haitiana del norte, desde 1807 hasta 1809 y que circularía hasta 1820.
El escalín haitiano equivalía a 0,75 libras francesas y por otra parte, la nueva libra haitiana del norte fue sustituida en 1820 por el gourde haitiano del sur que estaba dividido en 100 céntimos, y la paridad se estableció a una tasa de 1 gourde = 8 libras francesas con 5 sueldos (u 11 escalines haitianos o 165 sueldos). A partir de 1820 pasó a ser de toda Haití reunificada y en 1822 por la ocupación haitiana de Santo Domingo, circularía por la toda la isla hasta 1844, año de la independencia de la República Dominicana.

## Monedas
Las monedas del escalín haitiano para uso en el Estado autónomo rebelde de Saint-Domingue, dentro de la Primera República francesa, se acuñaron en 1802 y circularon junto a otras monedas reselladas desde 1800 en la parte oriental (actual Haití) y desde 1801 a 1802 en toda la isla por la ocupación haitiana de Santo Domingo. Al ser reconquistada la isla por los franceses se resellaron nuevamente monedas del escalín de Saint-Domingue que circularon en la parte oriental hasta 1809 pero en la occidental solo hasta 1804.
En este último año las reselladas en Cabo Haitiano (ubicado en el norte del país) volvieron a utilizarse después de la independencia de Haití y durante el Primer Imperio (1804-1806), y al caer y dividirse, también en la sureña República de Haití (1806-1820) hasta 1807, pero estas existencias circularon hasta 1813.
En el nórdico Estado (1806-1811) que pasó a ser el Reino de Haití (1811-1820) se acuñaron monedas de la libra haitiana del norte desde 1807 hasta 1809 pero circularon hasta 1820, para ser remplazada por el Gourde de Haití del sur que a partir de este año sería para toda Haití reunificada. En la lista subsiguiente se describe cada una:
- 1 sol de bronce de 1804 a 1806 (sin fecha estampada) de contramarca con monograma L.C. (Le Cap) dentro de un rectángulo en anverso de fichas bancarias o tokens de 1⁄2 penique inglés de 1792. Cuando cayó el imperio y se separó la parte nórdica con la ceca Cabo Francés, surgió la libra haitiana del norte en 1807, pero se siguió resellando hasta 1809.[3]

- 1⁄2 escalín de plata .917 de 1800 a 1802 (sin fecha impresa, similar al del escalín de Saint-Domingue, 1781-1794) de resello con monograma formado con pequeña ancla con letra c coronadas, una marca de la ceca de Cabo Francés, en monedas macuquinas de 1⁄2 y 1 real colonial redondeadas a 0,93 g y 1,07 g respectivamente, del Potosí virreinal rioplatense.[4] También se acuñó en plata en 1802 (sin fecha estampada) en la misma ceca, en cuyo anverso presenta una mujer de pie portando en la mano derecha un hacha de faces y con la izquierda un palo largo que en la punta lleva un gorro frigio, orlado con la inscripción francesa en mayúsculas: REPUBLIQUE FRANÇAISE (República francesa) y en el reverso el valor escrito en francés, central y encolumnado: DEMY ESCALIN (medio escalín), orlado con la inscripción francesa: COLONIE . DE . SAINT . DOMINGUE (Colonia de Santo Domingo).[3]

- 1 escalín de plata .917 de 1800 a 1802 (sin fecha impresa, similar al del escalín de Saint-Domingue, 1781-1794) de resello con monograma semejante al anterior en monedas redondeadas a 2,36 g. También misma contramarca durante el mismo período (sin fecha impresa, similar al del escalín de Saint-Domingue, 1781-1794) en moneda de 2 macutas luso-angoleños de plata .917, reducida a 2,80 g. Además se acuñó en plata en 1802 (sin fecha estampada) en la misma ceca, cuyo anverso es similar a la acuñación anterior y en el reverso el valor escrito en francés, central y encolumnado: UN ESCALIN, orlado con la misma inscripción francesa que la acuñación anterior.[3]

- 2 escalines de plata de 1802 (sin fecha estampada) en la misma ceca, cuyo anverso es similar a las anteriores acuñaciones y en el reverso el valor escrito en francés, central y encolumnado: DEUX ESCALIN (dos escalines), orlado con la misma inscripción francesa que las acuñaciones anteriores.[3]